# Felix Burmeister
Felix Burmeister (Würzburg, 1990. március 9. –) német labdarúgó, 2016 és 2018 között a Vasas hátvédje, 2018-tól az Eintracht Braunschweig játékosa.

## Sikerei, díjai
- Arminia Bielefeld:
  - Bundesliga 3 bajnok: 2014–15